# Edwin James Brady
Edwin James Brady también conocido como E. J. Brady (n. en Carcoar, Nueva Gales del Sur, el 7 de agosto de 1869 – f. en Mallacoota, Victoria el 22 de agosto de 1952) fue un poeta australiano.

## Carrera
Proveniente de una familia irlandesa, su padre era policía montado, quien emigró a Estados Unidos para luchar en la Guerra Civil. Fue educado entre los Estados Unidos y Sídney. Su familia se estableció en Washington D. C. en 1881, pero regresaron a Australia al año siguiente. Trabajó como empleado portuario, granjero, y periodista, y editó diarios tanto de ámbito rural como de la ciudad.
Fue amigo de Sir Edmund Barton, el primer primer ministro australiano, y ayudó a salvar la vida de Henry Lawson en 1910.
Más tarde estableció una colonia de escritores y artistas en Mallacoota (Estado de Victoria), en 1909, y continuó su vida allí hasta su muerte en 1952 a los 83 años.

### Poesía
- The Ways of Many Waters (1899)
- The Earthen Floor (1902)
- The Ways of Many Waters (1909)
- Bushland ballads 1910
- Bells and Hobbles (1911)
- The House of the Winds (1919)
- Wardens of the Seas (1933)

### Prosa
- Sídney Harbour (1903)